# 이재림 (2001년)
이재림(2001년 3월 19일 ~)은 대한민국의 뮤지컬 배우다. 2021년 뮤지컬 《원더티켓》으로 데뷔했다.

## 방송
- 2021 DIMF 뮤지컬 스타 (2021) - 우수상(3위)

## 공연
- 원더티켓 - 수호나무가 있는 마을 (2021)
- 작은아씨들 (2021)